# Dinochloa macclellandii
Dinochloa macclellandii är en gräsart som först beskrevs av William Munro, och fick sitt nu gällande namn av Wilhelm Sulpiz Kurz. Dinochloa macclellandii ingår i släktet Dinochloa och familjen gräs. Inga underarter finns listade i Catalogue of Life.